# Karłątek ryska
Karłątek ryska lub karłątek tarninowy (Thymelicus lineola syn. Adopaea lineola) – owad z rzędu motyli, rodziny powszelatkowatych (Hesperiidae, syn. warcabnikowate). Skrzydła o rozpiętości 26–28 mm (14–16 mm). Przednie skrzydła od spodu ochrowo-żółte, tylne szaro-żółte. Plamka zapachowa na wierzchu przedniego skrzydła samca krótka, prosta. Od wierzchu skrzydła są ochrowo-żółte z ciemnym brzegiem. Buławka czułka zakończona czarną plamą.

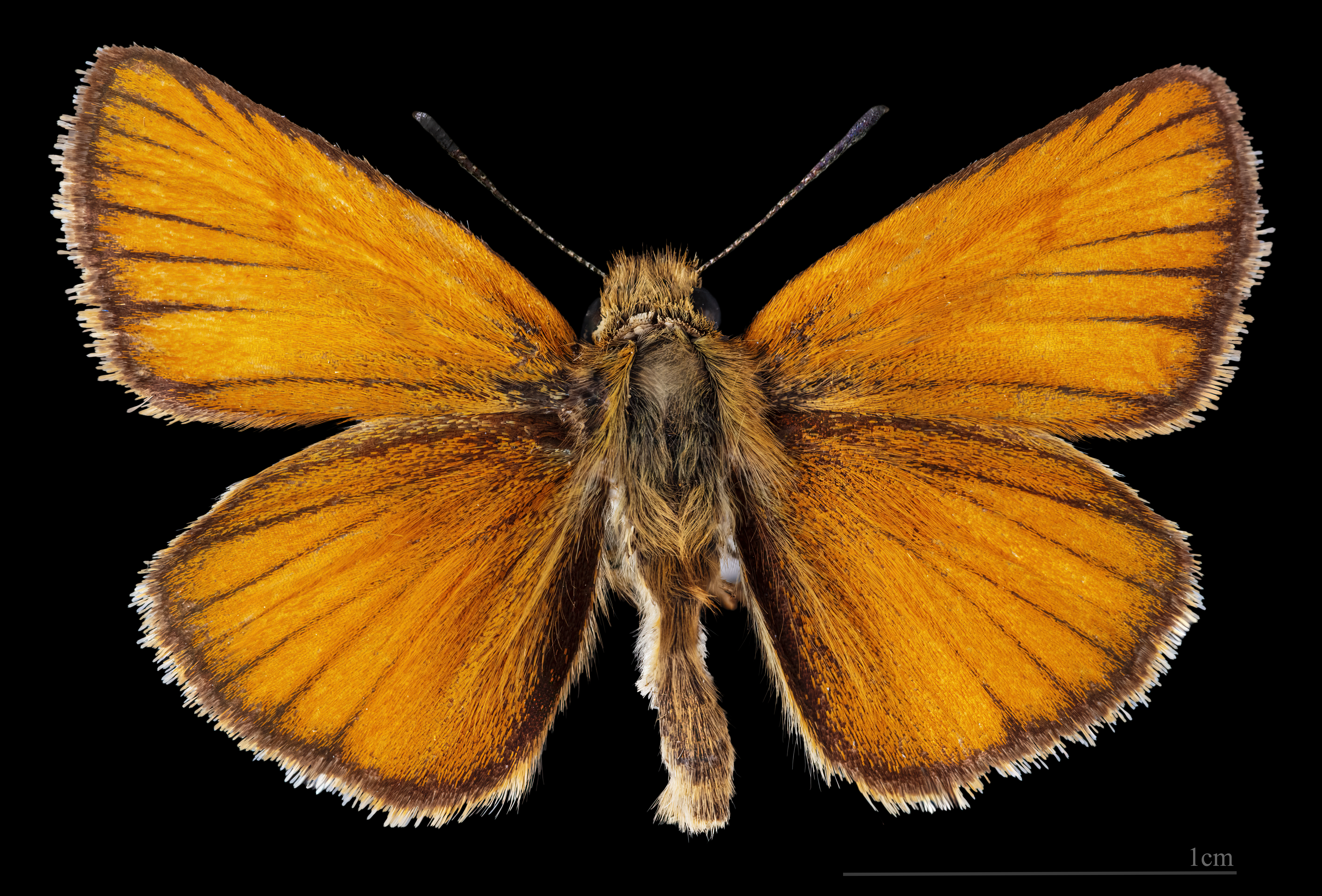
Thymelicus lineola ♂
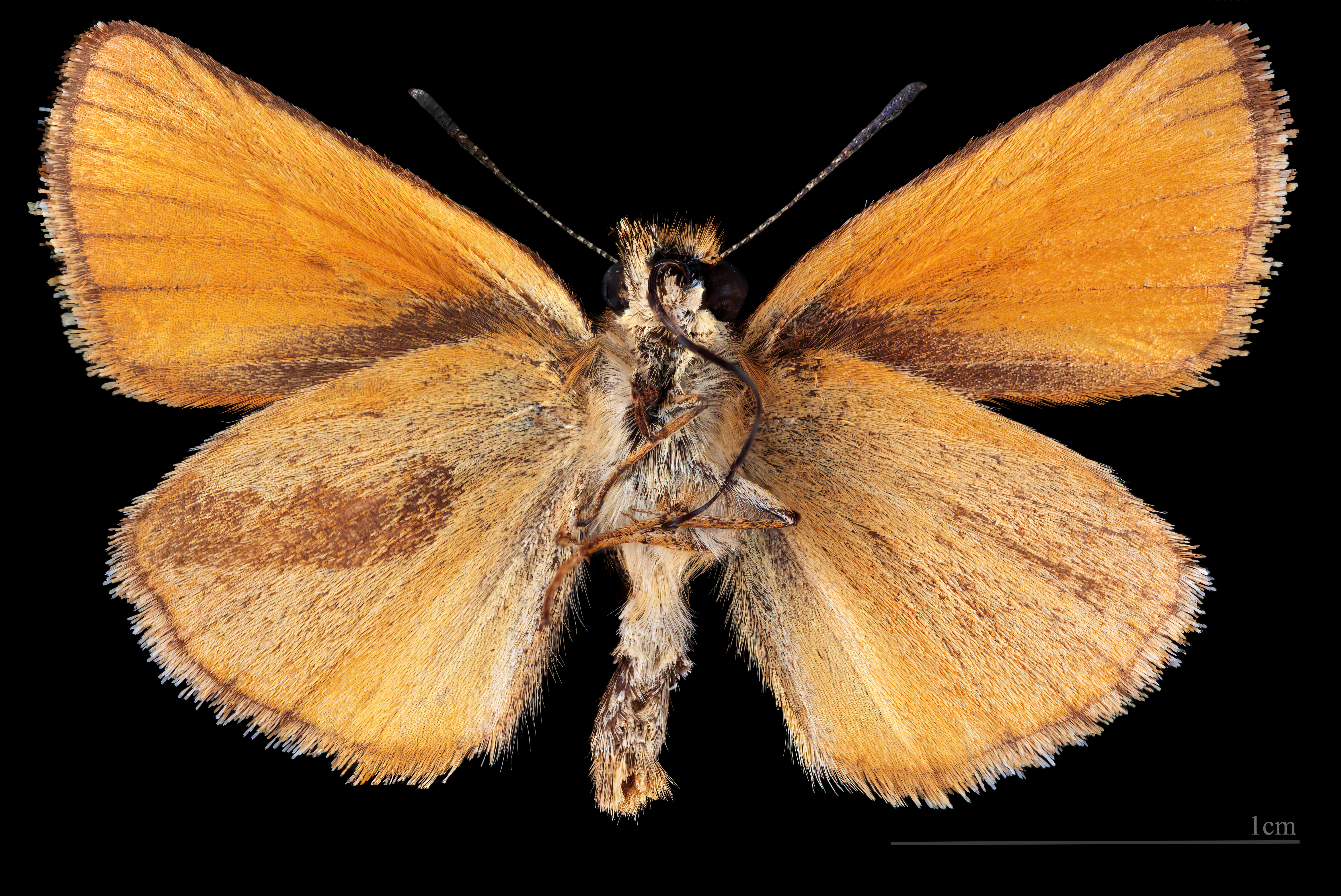
♂ △
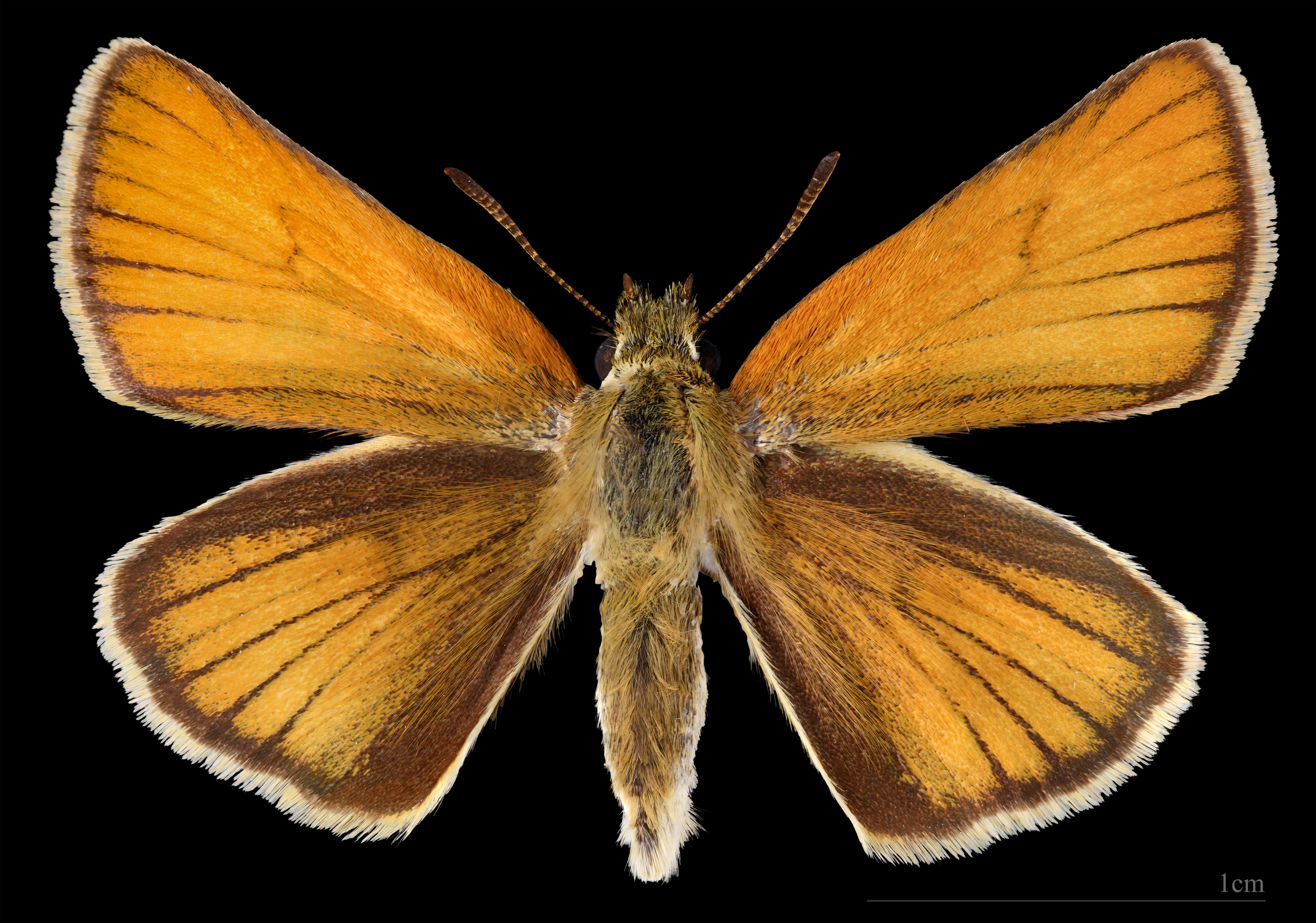
♀
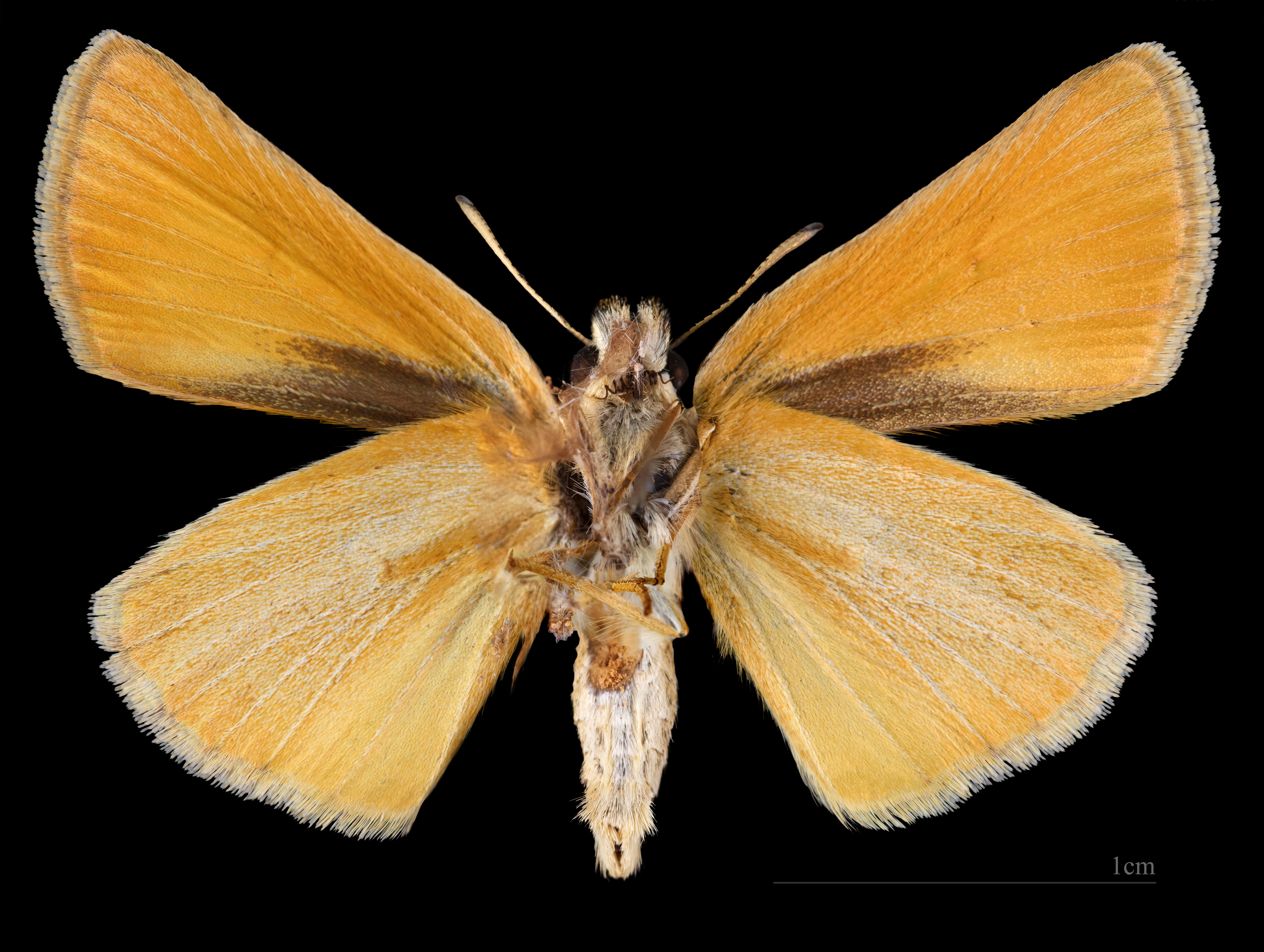
♀ △

Owady dorosłe można spotkać od połowy czerwca do początku sierpnia na obrzeżach lasów liściastych. Gąsienice żerują od września. Roślinami żywicielskimi są rośliny z rodziny wiechlinowatych. Stadium zimującym są gąsienice. Wiosną kontynuują one żerowanie, a przepoczwarczenie następuje pod koniec czerwca. Poczwarki przyczepione są do źdźbeł trawy.
Typowe biotopy tego motyla to: łąki, ogrody i parki, a także leśne polany i skraje lasów.
Rozsiedlenie: Europa, północna Afryka, strefa umiarkowana Azji po wybrzeże Oceanu Spokojnego, Ameryka Północna. W Polsce gatunek pospolity na całym obszarze.